# Кампинс, Мигель
Миге́ль Кампи́нс А́ура (исп. Miguel Campins Aura; 18 марта 1880, Алькой, Аликанте — 16 августа 1936, Севилья) — испанский военачальник, генерал.

## Семья
Родился в семье офицера Мигеля Кампинса Корта и его жены Хуаны Консепсьон Аура Кальво. С 1916 года был женат на Долорес Рода Ровира. Их сын Мигель был офицером испанской армии.

## Военная карьера
Окончил пехотное училище в Толедо (1901). С 1901 года — младший лейтенант, служил в Лериде, с 1903 года — в Барселоне, где был произведён в лейтенанты. В 1906 году был переведён на Канарские острова на должность батальонного адъютанта.
В 1908 году поступил в Высшую военную школу, до 1910 года слушал лекции, был произведён в капитаны. Затем находился на практике в пехотном полку Астурии, а в 1911 году был направлен на продолжение практики в Марокко — в кавалерийский полк Алькантара и в 3-й полк горной артиллерии (офицер с высшим военным образованием должен был иметь стаж службы в трёх родах войск).
Во время нахождения в Марокко принимал участие в боевых действиях. Вернувшись в континентальную Испанию, в 1913 году получил диплом об окончании Высшей военной школы и вновь был направлен в Африку, где участвовал в кампании Лараче (1914 год).
С 1915 года — майор, проходил службу в родном городе Алкой, с 1918 года — в Овьедо (где служил вместе с будущим генералиссимусом Франсиско Франко), с 1919 года — в Мадриде. В 1921 году был произведён в подполковники и переведён в Лериду, но в том же году был направлен в Мелилью (Марокко), где командовал батальоном во время боевых действий.
Затем направлен на службу в военную авиацию, учился на лётных курсах в Хетафе, но в 1924 году вернулся в пехоту. Вновь служил в Марокко, был одним из командиров восточной группировки испанских войск (вместе с полковником Франко) при успешной высадке в заливе Алусемас в тыл войскам Абд аль-Крима, которая стала решающим фактором в победе в Рифской войне. С 3 февраля 1926 года — полковник, переведён в пехотный полк Африки.
В 1927 году был приглашён для участия в работе комиссии по организации Главной военной академии в Сарагосе. В 1928—1931 годах был заместителем директора новосозданной академии генерала Франко по исследованиям, автор научного труда о военном образовании. После свержения монархии в 1931 году новые власти закрыли академию (в целях экономии средств), а Кампинс был направлен командовать пехотной бригадой, расквартированной в Жироне на северо-востоке страны.

## Деятельность в 1936 году
После прихода к власти правительства Народного фронта в 1936 году консервативный полковник Кампинс был произведён в бригадные генералы (7 мая) и назначен командиром третьей пехотной бригады и командующим войсками в Гранаде. Одной из причин его повышения могла быть его верность республике — получив в 1936 году письмо от Франко о возможности вмешательства армии в политику, он ответил, что выступает против такого вмешательства и лоялен правительству и республике.

Вступил в должность 11 июля, а уже 17 июля в Марокко началось антиреспубликанское выступление, которое на следующий день перекинулось на европейскую часть Испании. В этих условиях генерал Кампинс отказался поддержать военных, выступивших против правительства Народного фронта, которое заверил в своей лояльности. Будущий командующий республиканскими ВВС Игнасио Идальго де Сиснерос вспоминал о своём телефонном разговоре с Кампинсом вечером 18 июля: 

Этот довольно консервативных взглядов генерал пользовался большим авторитетом в армии. В течение нескольких лет он командовал Иностранным легионом, снискав уважение за свою прямоту. Имелись опасения, что и он присоединится к мятежникам. Разговаривая с ним, я не решался прямо спросить о том, как он относится к происходящим событиям, но он прервал меня: «Оставьте дипломатию, Сиснерос. Вы хотите знать, примкнул я к мятежникам или остался верен республике? Знайте и передайте министру, что я своей честью поклялся верно служить республике и выполню данное обещание». Генерал Кампинс не изменил своему слову.

Кампинс отказался выполнить требование генерала Гонсало Кейпо де Льяно о поддержке военного выступления. Он собрал офицеров гарнизона Гранады и заявил им, что «министр разрешил ему принять меры, которые он сочтет нужными, чтобы помешать офицерам, сочувствующим бунтовщикам, присоединиться к мятежникам». Отметив, что он со своей стороны будет непреклонен по отношению к противникам «законно установленной власти», Кампинс выразил уверенность, что никто из офицеров гарнизона не будет помогать восставшим и каждый «сумеет выполнить свой долг». 19 июля он пытался сформировать военную колонну для того, чтобы выступить в Кордову, которая была занята восставшими военными. Однако офицеры гарнизона сочувствовали восставшим и занимались саботажем, а на следующий день арестовали Кампинса и принудили его подписать приказ о введении военного положения в Гранаде.
 ПРИКАЗ.
Я, дон Мигель Кампинс Аура, бригадный генерал и военный комендант города, довожу до сведения:
Параграф 1. В связи с воцарившимся вот уже три дня на всей территории страны беспорядком, бездействием центрального правительства и с тем, чтобы спасти Испанию и Республику* от нынешнего хаоса, объявляю с этой минуты военное положение на всей территории провинции Гранада.
Параграф 2. Все представители власти, которые не предпримут все возможные меры по сохранению общественного порядка, будут отстранены от занимаемых должностей и понесут личную ответственность.
Параграф 3. Те, кто с целью возмущения общественного порядка, устрашения жителей какого-либо населенного пункта или осуществления возмездия социального характера употребит взрывчатые или горючие вещества или же использует любые другие средства или орудия, достаточные для причинения серьезного ущерба, организации аварий на железных дорогах или на средствах наземного или воздушного сообщения, будут наказаны по всей строгости действующих законов.
Параграф 4. Те, кто без соответствующего разрешения будут производить, хранить или перевозить горючие или взрывчатые вещества, а также те, кто хранят их в законном порядке, выдадут их или обеспечат ими без достаточных гарантий лиц, которые впоследствии употребят их для совершения преступлений, поименованных в предыдущем параграфе, будут арестованы и приговорены к тюремному заключению на максимально установленный законом срок {От 4 до 12 лет тюремного заключения.}.
Параграф 5. Те, которые не будут подстрекать к нарушению военного положения, объявленного согласно параграфу 1, а спровоцируют нарушение этого приказа или будут поощрять сделать это, будут арестованы и приговорены к тюремному заключению на максимально установленный законом срок {От 4 месяцев до 6 лет тюремного заключения.}.
Параграф 6. Ограбление с применением силы, запугивание граждан, осуществленное двумя или более правонарушителями в случае, когда кто-либо из них вооружен и если в результате нападения пострадавший будет убит или ему будут причинены увечья, карается смертной казнью.
Параграф 7. Все, кто располагает оружием или взрывчатыми веществами, должны передать их в ближайший жандармский участок или военный пост до 20 часов сегодняшнего дня.
Параграф 8. Группы более трех человек будут рассеиваться с применением силы самым непререкаемым и решительным образом.
ЖИТЕЛИ ГРАНАДЫ,
во имя мира, который ныне нарушен, во имя порядка, во имя любви к Испании и Республике, во имя восстановления законов призываю вас сотрудничать в деле сохранения порядка.

Да здравствует Испания! Да здравствует Республика!
Существует мнение (высказанное негативно относившимися к генералу сторонниками националистов), что Кампинс смог настоять на внесении в текст документа смягчающих поправок, которые относились в основном к мерам наказания за нарушение режима военного положения и исключали применение смертной казни. Впрочем, ирландский исследователь Ян Гибсон, занимавшийся изучением последних недель жизни знаменитого поэта Федерико Гарсиа Лорки, полагал, что у Кампинса уже не было возможности корректировать этот документ.

## Гибель
Находясь под арестом, Кампинс доказывал, что он не разрешил выдать оружие гражданским сторонникам Народного фронта, которые хотели использовать его против восставших военных. Однако генерал Кейпо де Льяно, принявший командование над националистической армией Юга, обвинил его в отказе поддержать выступление и отдал под суд. Кампинс был перевезён в Севилью, где приговорён к расстрелу за то, что «пытался помешать спасению Испании». Генерал Франко, ещё не бывший в августе 1936 общепризнанным лидером восставших военных, обращался к Кейпо де Льяно с просьбами о помиловании своего давнего сослуживца и друга, но получил отказ. 14 августа Кампинс был расстрелян; перед смертью он исповедался и причастился.

Вдова генерала через несколько дней после расстрела писала Франко: 

…Франко, Франко. Что они сделали с моим мужем? Кто его убил? Какое преступление он совершил? Кого убил он? Те, кто убил его, этого не знают. Они не знали его! Вы его знали. И вы знали его как военного, христианина и рыцаря. Вы знали, кто он! Что произошло, мой Бог, что?